# Nebeský potok
Nebeský potok (německy Weiherbach) je menší vodní tok ve Smrčinách, levostranný přítok Slatinného potoka v okrese Cheb v Karlovarském kraji. Délka toku měří 6 km, plocha povodí činí 8,69 km².

## Průběh toku
Potok pramení ve vsi Nebesa, části Aše, v nadmořské výšce 682 metrů a teče jihovýchodním směrem. Potok teče lesem, podtéká silnici I/64 a železniční trať Cheb – Hranice v Čechách. Potok cestou přijímá více bezejmenných potoků, největším přítokem je pravostranný Ostrožský potok. Východně od Lipné, části Hazlova, se Nebeský potok zleva vlévá do Slatinného potoka v nadmořské výšce 526 metrů.